# Бёйс, Тео
Теодорюс Вилхелмюс Йоханнес (Тео) Бёйс (нидерл. Theodorus Wilhelmus Johannes "Theo" Buijs; родился 27 ноября 1945 года, Девентер) — нидерландский футболист, нападающий. Выступал за команды «Аякс», ГВАВ и «Волендам».

## Биография
Тео Бёйс родился 27 ноября 1945 года в Девентере, но вскоре переехал в Амстердам. Затем Тео вновь вернулся в родной город и начал спортивную карьеру в футбольной секции клуба «РК Хелиос» (ныне «СВ Хелиос»). Позже Бёйс отправился в Амстердам выступать за любительский клуб ДКГ. Именно оттуда Тео вскоре перешёл в амстердамский «Аякс».
Дебютировал Тео за амстердамцев 12 ноября 1967 года в гостевом матче чемпионата Нидерландов против клуба ГВАВ, завершившемся вничью со счётом 1:1, в составе «Аякса» забитым мячом отличился Пит Кейзер.
Спустя две недели, 26 ноября Бёйс отметился хет-триком в игре против «Фортуны '54», а его команда в итоге одержала крупную победу со счётом 7:1. Но из-за высокой конкуренции в составе Тео сыграл за амстердамцев всего семь матчей в чемпионате Нидерландов сезона 1967/1968. Летом 1968 года Бёйс стал игроком клуба ГВАВ из Гронингена.
Дебют Бёйса состоялся 18 августа 1968 года в матче против клуба ДОС, в первом же матче Тео и отметился дебютным голом, а его команда одержала победу со счётом 3:0. В дебютном сезоне за клуб Бёйс провёл всего 17 матчей и забил 2 мяча, вторую часть сезона 1968/1969 Тео был вынужден практически пропустить, так как был серьёзно травмирован. В 1971 году Тео стал игроком «Волендама», в сезоне 1971/72 он провёл всего четыре матча в чемпионате.